# Republica Sovietică Socialistă Galițiană
Republica Sovietică Socialistă Galițiană (RSS Galițiană) a fost un stat efemer care a existat în perioada 8 iulie - 21 septembrie 1920, în timpul războiului polono-sovietic, pe teritoriul frontului de sud-vest al Armatei Roșii. Entitatea statală, care a existat câteva luni, nu a fost recunoscută de nimeni, cu excepția Rusiei Sovietice, de asemenea, nrecunoscută.
Odată cu prăbușirea Austro-Ungariei după noiembrie 1918, Podolia Occidentală a fost inclusă în Republica Populară a Ucrainei Occidentale, dar a intrat sub controlul polonez în 1919, anexarea fiind confirmată de acordul dintre Polonia și Republica Populară Ucraina din aprilie 1920. Podolia a fost ocupată pentru scurt timp în 1920 de către sovietici, în timpul războiului polono-sovietic.
RSS Galițiană a fost creată și administrată de către Comitetul Revoluționar Galițian (Halrevkom), un guvern provizoriu creat sub patronajul Rusiei Sovietice. Guvernul a fost așezat în Ternopil, în estul Galiției. În calitate de președinte, a fost numit Vladimir Zatonsky. Halrevkom a stabilit o structură administrativă, o Armata Roșie galiciană, o monedă și un sistem de educație. Limbile naționale cu statut egal au fost declarate a fi poloneza, ucraineana și idiș.
Halrevkom nu a controla importanta regiune a Galiției Răsăritene: zona Liov cu ale sale câmpurile petroliere din Borîslav și Drohobîci.
RSS Galițiană a dispărut repede, după pacea de la Riga din 1921, care a confirmat includerea întregii Galiții în noul stat Polonia.